# Włodzimierz Cygan
Cygan Włodzimierz (ur. 1953 w Łodzi) – polski artysta (główny obszar działalności – tkanina artystyczna), pedagog, profesor Akademii Sztuk Pięknych w Gdańsku.

## Życiorys
Studia w Państwowej Wyższej Szkole Sztuk Plastycznych w Łodzi w latach 1974–1980. Dyplom na Wydziale Wzornictwa Przemysłowego w Pracowni Gobelinu i Dywanu prof. Antoniego Starczewskiego (1980).
W latach 1994–2008 pracował w ASP w Gdańsku (tytuł naukowy profesora w 2002 r.), gdzie prowadził Pracownię Tkaniny, od 1997 r. – także w Instytucie Architektury Tekstyliów Politechniki Łódzkiej, a od 2008 r. zatrudniony w Akademii Sztuk Pięknych im. Władysława Strzemińskiego w Łodzi.
W latach 1991–1998 założyciel i wydawca pisma „Text i Textil-sztuka włókna”. Od 1992 r. członek komitetu redakcyjnego „Fibres & Textiles in Eastern Europe”.
Odznaczony Srebrnym Medalem „Zasłużony Kulturze Gloria Artis” (2022).
Wystawy indywidualne (do 1998):
- 1987 „Galeria 86” Łódź
- 1987 Galeria BWA Sieradz
- 1990 „Galeria 86” Łódź
- 1990 Galeria „Test” Warszawa
- 1990 Galeria „Bispegarden” Kalundb (Dania)
- 1991 Galeria „Atena”
- 1991 Centrum Sztuki Galeria EL Elbląg
- 1991 Textilmuseum Neumuenster (Niemcy)
- 1995 Allersmaborg (Holandia)
- 1997 Galeria „Koło” Gdańsk
- 1992 „Galerie Miejskie”
- 1998 „Galerie Miejskie”
- 1998 Galeria „Na Jadkach” Wrocław
- 1998 Galeria „Pod Atlantami” Wałbrzych
- 1999 Galeria „Kordegarda” Warszawa
- 1999 Muzeum Narodowe – Pałac Opatów Gdańsk Oliwa

Wybrane wystawy grupowe, nagrody (do 1996 r.):
- 1984 III Ogólnopolska Wystawa Tkaniny Artystycznej w Łodzi
- 1986 V Michoacan International Exhibition of Miniature Textile, Meksyk
- 1985 IV Ogólnopolska Wystawa Tkaniny Artystycznej w Łodzi
- 1886 IV Quadriennale Sztuki Uzytkowej Krajów Socjalistycznych, Erfurt (Niemcy) (dwa wyróżnienia)
- 1988 6 Międzynarodowe Triennale Tkaniny w Łodzi (medal związku artystów)
- 1989 International Textile Competition '89 Kioto (Japonia) (nagroda International Wool Secretariat)
- 1992 V Ogólnopolska Wystawa Tkaniny Artystycznej w Łodzi
- 1995 8 Międzynarodowe Triennale Tkaniny w Łodzi
- 1996 I Międzynarodowe Biennale Lnu – Normandia, Francja